# ビバ!地球市民
『ビバ!地球市民』（ビバ!ちきゅうしみん）は、民放AM／FM局で放送されている宗教番組。
創価学会名誉会長（SGI会長）・池田大作の執筆した著書などを黒沢良が朗読する15分番組。
一部地域ではスポンサードをつけて放送する。

## ネット局
AM局
- ラジオ福島
- 茨城放送
- 熊本放送

FM局
- FM青森
- ラジオ高崎（コミュニティFM）
- エフエム宮崎（JOY FM）

過去
- 青森放送
- 山形放送
- アール・エフ・ラジオ日本
- 兵庫エフエムラジオ放送（Kiss-FM KOBE)
- エフエム山口（FMY）
- 南海放送
- 新潟放送

| スタブアイコン | サブスタブ | この項目は、まだ閲覧者の調べものの参照としては役立たない、ラジオ番組に関連した書きかけの項目です。この項目を加筆・訂正などしてくださる協力者を求めています（P:ラジオ/PJ:放送番組）。 |